# Valborg Innamaa
Valborg Eriksdotter Innamaa, eller Valpuri Eerikintytär Innamaa, född cirka 1540, död cirka 1602, var en finländsk skeppsredare. 
Valborg Innamaa var en inflytelserik affärskvinna i Åbo stad under senare hälften av 1500-talet. Efter sin förste makes död drev hon köpmannahuset Innamaa i ungefär 40 år.
Valborg Innamaa var gift med Henrik Johannes Innamaa, som var en av hertig Johans hovleverantörer. Hennes make avled när Erik XIV:s trupper erövrade Åbo från Johan och plundrade parets hus. Hennes makes fartyg gav bistånd åt den blivande Johan III, och beslagtogs, och även bostadshuset var en tid konfiskerat.
Hon övertog makens affärsverksamhet och levererade viktualier och järn till kronans behov från 1560-talet och framåt. Fram till 1582 processade hon för att återfå fartygen. Från 1582 återupptog hon makens redarverksamhet och bedrev varutransport över hela Östersjön, särskilt till Stockholm. Hon var den mäktigaste redaren i Åbo; utrustade svenska armén och finansierade Johans III:s krig i Ryssland. Hon hade ett gott samarbete med kronan, särskilt Johan III, och fick dess försvar under tvister. Hon exporterade smör, djurskinn och pälsar, fisk, tran, tjära och hästar, och importerade textilier, salt, vapen, vin och kryddor. Hon ägde även land och fastigheter. År 1571 var hon enligt räkenskaper över 1571 års silverskatt den rikaste borgaren i Åbo stad.
Hon var gift tre gånger efter sin förste makes död: med Peter Ingvaldinpoika, Olavi Karls och Luke Laurin, och hade två döttrar. Under denna tid var det vanligt och normalt för en änka efter en borgare att driva affärsverksamhet efter sin makes död, men de flesta gjorde det enbart fram till sitt omgifte eller till att en son var gammal nog att ta över, och  Valpuri Innamaa var därmed ovanlig genom att fortsätta sin verksamhet fram till sin död, oavsett tre omgiften, och försvarade själv sina intressen i rådsmöten, på tinget och i brev till kungen. Efter hennes död övertogs köpmannahuset av hennes dotterson, Bertil Innamaa. 
En gata i Åbo är uppkallad efter henne.